# Forêts semi-sempervirentes de la vallée du Brahmapoutre
Localisation
Les forêts semi-sempervirentes de la vallée du Brahmapoutre forment une des écorégions définie par le WWF. Ces forêts tropicales semi-sempervirentes de l'est de l'Inde couvrent une surface de 56 700 km2 dans la plaine alluviale le long du fleuve Brahmapoutre, en Assam. Cette écorégion est incluse dans une plus vaste région appelée région de l'est himalayen qui est reconnue comme point chaud de la biodiversité par le Groupe de travail du fonds multi-bailleurs pour les écosystèmes en danger critique.